# Перегрупування Ортона
Перегрупування Ортона (англ. Orton rearrangement of N-halogenoacyls)
Перегрупування N-галоген-N-ацилариламінів у о- та п-галоген-ариламіди під дією кислот:
C6H5–NHlg–COR → o- i п-Hlg–C6H4–NHCOR